# Jane Marshall
Jane Marshall est une coureuse cycliste professionnelle américaine.

## Palmarès sur route
- 1986
  -  Championne des États-Unis du contre-la-montre
  - 2e du championnat des États-Unis sur route
- 1987
  - 2e du championnat du monde par équipes
  - 3e du championnat des États-Unis du contre-la-montre
- 1988
  - Tour of the Gila
  - 2e de Women's Challenge
  - 3e du championnat du monde par équipes
  - 3e du championnat des États-Unis du contre-la-montre
- 1989
  - 2e du championnat des États-Unis du contre-la-montre
  - 3e de Women's Challenge
- 1992
  -  Championne panaméricaine sur route